# Asienspiele 2006/Squash
Bei den Asienspielen 2006 in Doha fanden vom 10. bis 14. Dezember 2006 im Squash zwei Wettbewerbe statt. Austragungsort war der Khalifa International Tennis and Squash Complex.

## Einzel

### Herren
| Platz | Land            | Sportler                    |
| ----- | --------------- | --------------------------- |
| 1     | Malaysia        | Ong Beng Hee                |
| 2     | Malaysia        | Mohd Azlan Iskandar         |
| 3     | Pakistan Indien | Mansoor Zaman Saurav Ghosal |

### Damen
| Platz | Land              | Sportlerin               |
| ----- | ----------------- | ------------------------ |
| 1     | Malaysia          | Nicol David              |
| 2     | Hongkong          | Rebecca Chiu             |
| 3     | Hongkong Malaysia | Christina Mak Sharon Wee |

## Medaillenspiegel
| Platz | Land     | Gold | Silber | Bronze | Gesamt |
| ----- | -------- | ---- | ------ | ------ | ------ |
| 1     | Malaysia | 2    | 1      | 1      | 6      |
| 2     | Hongkong | −    | 1      | 1      | 4      |
| 3     | Indien   | −    | −      | 1      | 1      |
| 3     | Pakistan | −    | −      | 1      | 1      |